# Wieżowiec Miastoprojektu
Wieżowiec Miastoprojektu – pierwszy wysokościowiec wybudowany w Poznaniu (i prawdopodobnie, wraz z gliwickim Biprohutem, w całej Polsce) po II wojnie światowej. Wieżowiec zlokalizowany jest przy Alei Niepodległości 6, na skraju Dzielnicy Cesarskiej, naprzeciw parku Marcinkowskiego.

## Historia
Dziesięciokondygnacyjny obiekt powstał w latach 1948–1950, według projektu Stanisława Pogórskiego i Tadeusza Płończaka z poznańskiego Miastoprojektu, które to biuro od 1948 roku odpowiadało za dużą część odbudowy Poznania ze zniszczeń wojennych. Planowany był z myślą o nowej dzielnicy urzędowej, jako jeden z trzech obiektów Urzędu Wojewódzkiego, a służył początkowo agendom Ministerstwa Budownictwa (później przekazano go Poznańskiemu Przedsiębiorstwu Budownictwa Przemysłowego nr 2).

## Architektura
Budynek łączy w sobie socrealistyczny detal z modernistyczną wymową całości, będąc istotnym świadkiem przemian architektonicznych w mieście bezpośrednio po II wojnie światowej. Świadczyć miał prawdopodobnie o sile zamachu nowej, socjalistycznej władzy. Charakterystyczne dla budynku są podcienia w parterze, solidne stropy piwnic, cofnięta ostatnia kondygnacja i smukłe lizeny. Nawiązaniem do architektury Dzielnicy Cesarskiej jest nietypowe, rozrzucone rustykowanie na ścianach bocznych.
Obiekt może stanowić przykład hybrydalności architektury okresu wczesnopowojenngo. Nawiązując do wzorów przedwojennego modernizmu i stylu Alberta Speera cechuje się jednak ozdobnością. Silne wertykalne podziały lizenami, wieńczą rzeźby orłów, dodane jakby pośpiesznie, na zapotrzebowanie socrealizmu.